# Fomins & Kleins
Fomins & Kleins – łotewski zespół muzyczny założony w 2002 przez Ivo Fominsa i Tomassa Kleinsa, reprezentant Łotwy podczas 47. Konkursu Piosenki Eurowizji w 2004.

## Historia
Projekt Fomins & Kleins został założony w 2002 przez dwóch muzyków rockowych – Ivo Fominsa i Tomassa Kleinsa, którzy wcześniej współpracowali ze sobą w formacji Saldās sejas. W tym samym roku muzycy podpisali kontrakt muzyczny z wytwórnią Mikrofona Ieraksti reprezentującą label EMI w krajach bałtyckich. W kolejnym roku duet wydał swój debiutancki singel – „Sniegs”, który zajął trzecie miejsce w konkursie LNT Music Video Competition organizowanym przez krajową telewizję Latvijas Neatkarīgā Televīzija (LNT). Druga piosenka w dorobku zespołu, „Solījums”, ukazała się kilka tygodni później, a teledysk do niej otrzymał nominację do nagrody łotewskiej branży fonograficznej w kategorii Najlepszy klip. 
W styczniu 2003 ukazał się debiutancki album studyjny zespołu zatytułowany Muzikants. Tytułowany utwór z płyty został zgłoszony przez duet do krajowych eliminacji do 48. Konkursu Piosenki Eurowizji i zajął ostatecznie drugie miejsce w końcowej klasyfikacji. W lipcu grupa wystartowała w Bałtyckim Festiwalu Piosenki organizowanym w szwedzkim Karlshamn, zajmując ostatecznie czwarte miejsce. 
W 2004 premierę miała druga płyta długogrająca zatytułowana Dzimis Latvijā, którą promował m.in. utwór „Dziesma par laimi”, zgłoszony przez duet do stawki konkursowej krajowych eliminacji do 49. Konkursu Piosenki Eurowizji. W finale eliminacji, który odbył się pod koniec lutego, muzycy zdobyli największą liczbę 41297 głosów od telewidzów, zostając tym samym reprezentantami Łotwy podczas konkursu organizowanego w Stambule. Zwycięstwo duetu obejrzało łącznie ok. 706 tys. telewidzów.
Przed występem w półfinale imprezy duet przearanżował swoją konkursową propozycję oraz nagrał ją w kilku wersjach językowych: w języku polskim („Piosenka o szczęściu”), angielskim („Blue skies will come”), estońskim („Laul mulle alati truu”), litewskim („Laimes daina”), rosyjskim („Piesnia pro sczastje”), ukraińskim („Pisnia nadij”), fińskim („Laulu onnesta”), niderlandzkim („Aap uit de mouw”) i łotewsko-białoruskim („Piesnia pra szczascie”). W ramach promocji para wyruszyła także w trasę koncertową, występując m.in. na Litwie. W koncercie półfinałowym widowiska zespół zajął 17. miejsce i nie zakwalifikował się do finału. Podczas występu duetowi towarzyszyli muzycy: klawiszowiec Janis Lusens, basista Egils Mezs i perkusiści Valerijs Inutins i Nellija Bubujanca.
Na przełomie 2005 i 2006 Fomins i Kleins postanowili zakończyć działalność jako zespół, skupiając się na karierach solowych.

## Dyskografia

### Albumy studyjne
- Muzikants (2003)
- Dzimis Latvijā (2004)